# Tatiana Dessi
Tatiana Dessi (Roma, 13 ottobre 1965) è una doppiatrice italiana.

## Biografia
È doppiatrice di molti personaggi dei cartoni animati, tra i quali Peppa Pig nelle prime sei stagioni, T.K. nel franchise Digimon, Icy in Winx Club, Yugo in Wakfu, solo nella terza stagione, in sostituzione di Federico Di Pofi (doppiatore di quest'ultimo solo nella seconda stagione), e Mandy de Le tenebrose avventure di Billy e Mandy.
Ha doppiato anche l'attrice Nia Vardalos in diverse interpretazioni e l'attore Justin Berfield nelle prime cinque stagioni della serie tv Malcolm.
Ha vinto un Nastro d'argento nel 2000  per il suo doppiaggio di Hilary Swank in Boys Don't Cry.

## Doppiaggio

### Cinema
- Nia Vardalos in Il mio grosso grasso matrimonio greco, Connie e Carla, Le mie grosse grasse vacanze greche, 5 appuntamenti per farla innamorare, Il mio grosso grasso matrimonio greco 2, Helicopter Mom, Ely + Bea, Ely + Bea - Il fantasma della scuola, Ely + Bea - Ballerine a tutti i costi, Il mio grosso grasso matrimonio greco 3
- Michelle Rodriguez in Girlfight, S.W.A.T. - Squadra speciale anticrimine
- Nathalie Boutefeu in I re e la regina, La doppia vita di Madeleine Collins
- Georgina Chapman in Derailed - Attrazione letale, Awake - Anestesia cosciente
- Lubna Azabal in Paradise Now, La donna che canta
- Tiffany Haddish in Il viaggio delle ragazze, La scuola serale
- Justin Wong in Ducks - Una squadra a tutto ghiaccio
- Erica Luttrell in Tesoro, ci siamo ristretti anche noi
- Hilary Swank in Boys Don't Cry
- Spencer Fox in Air Buddies - Cuccioli alla riscossa
- Shea Curry in Principe azzurro cercasi
- Eliza Dushku in Colpevole d'omicidio
- Jessica St. Clair in Stay Cool
- Claudia Tagbo in Dream Team
- Cindy Cheung in Lady in the Water
- Anna Otin in Alcarràs - L'ultimo raccolto
- Crystal Balint in Shut In
- Ulrika Bäckström in Unthinkable - Gli ultimi sopravvissuti
- Natasha Lyonne in Glass Onion: Knives Out
- Brad Renfro in Le avventure di Tom Sawyer e Huck Finn
- Mindy Kaling in Ocean's 8
- Rachel House in Chi segna vince
- Victoire Du Bois in Sopravvissuti
- Rachael Crawford in Time Cut

### Televisione
- Nia Vardalos in Law & Order - Unità vittime speciali, The Catch, Graves
- Amanda Foreman in Felicity, Alias
- Krysten Ritter in Law & Order - I due volti della giustizia
- Crystal Balint in Midnight Mass, La caduta della casa degli Usher
- Justin Berfield (st.1-5) in Malcolm
- Anne Weinknecht in Un ciclone in convento
- Vari personaggi in Doctor Who
- Alex Borstein in La fantastica signora Maisel
- Carrie Bowman in Alias
- Michaela Conlin in Bones
- Luisa Ruiz in Paso adelante
- Aline Hochscheid in Guardia costiera
- Kaitlyn Black in Hart of Dixie
- Elizabeth Rodriguez in Fear the Walking Dead
- Érick Torres in Chica vampiro
- Silvia Marsó ne Il segreto
- Zerrin Tekindor in Endless Love
- Rosie O'Donnell in Un volto, due destini - I Know This Much Is True
- Nancy Cartwright in Kim Possible
- Marin Ireland in The Umbrella Academy
- Kimberly Norris Guerrero in The English
- Anna Krotoska in Absolute Beginners
- Meret Becker in Das Signal - Segreti dallo spazio
- Fay Masterson in The Last Ship
- Marleyda Soto Rios in Cent’anni di solitudine
- Yolonda Ross in Will Trent

### Film d'animazione
- Chuckie Finster in Rugrats - Il film, I Rugrats a Parigi - Il film
- Anastasia in Cenerentola II - Quando i sogni diventano realtà, Cenerentola - Il gioco del destino
- Rufus e Jim Possible in Kim Possible - Viaggio nel tempo, Kim Possible - La sfida finale
- Icy in Winx Club 3D - Magica avventura, Winx Club - Il mistero degli abissi
- Rocky in PAW Patrol - Il film, PAW Patrol - Il super film
- Piedino in Alla ricerca della Valle Incantata 6 - Il segreto di Saurus Rock
- Tanya Toposkovich in Fievel - Il tesoro dell'isola di Manhattan
- T.K. Takaishi in Digimon - Il film
- Zabù in I Magicanti e i tre elementi
- Bikky in Fake: Un'indagine confidenziale
- Uta in Pretty Cure Max Heart 2 - Amici per sempre
- Itsuki Myōdōin/Cure Sunshine in HeartCatch Pretty Cure! - Un lupo mannaro a Parigi
- Gerald Johanssen in Hey Arnold! Il film della giungla
- Kun in Mirai
- Vaness in The Seven Deadly Sins the Movie: Prisoners of the Sky
- Tom in Il viaggio del Principe
- Haruka Ten'ou/Sailor Uranus in Pretty Guardian Sailor Moon Eternal - Il film
- Aasu Masamune in Il castello invisibile

### Serie animate
- Peppa Pig (1ª voce, st.1-6, 8) in Peppa Pig
- Spike in Super Mostri
- Happy in Hey Duggee
- Sean in Shinzo
- Icy in Winx Club
- Itsuki Myōdōin/Cure Sunshine in HeartCatch Pretty Cure!
- Judy Reeves in Scooby-Doo! Mystery Incorporated
- Takeru "T.K." Takaishi in Digimon Adventure e Digimon Adventure 02
- Chikako Shirai in Great Teacher Onizuka
- Rufus e Jim Possible in Kim Possible
- Charlie Pringle ne Il postino Pat[1]
- Jonnino in Ed, Edd & Eddy
- Noodle in Gli imbattibili Save-Ums!
- Ryota Misumi in Pretty Cure e Pretty Cure Max Heart
- Kitty in Hello Kitty
- Mandy in Brutti e cattivi, Le tenebrose avventure di Billy e Mandy
- Chuckie Finster in I Rugrats (2ª edizione), I Rugrats da grandi, I Rugrats (serie 2021)
- Arnold in Il magico scuolabus riparte
- Gerald Johanssen in Hey, Arnold!
- Subaru in .hack//SIGN
- Stan in Paprika
- Yakari in Yakari
- Ai Natsuki (1ª voce) in Yes! Pretty Cure 5
- Alice McCoy in Digimon Tamers
- Lanamon/Calmaramon in Digimon Frontier
- Deputymon (Revolmon) in Digimon Fusion Battles
- Plym Machina in Battle Spirits - Brave
- Ten in Lamù (ep. 153-217)
- SamSam in SamSam il cosmoeroe
- Lou in UFO Baby
- Vera in Renada
- Remy Buxaplenty in Due fantagenitori
- Remi Aono in Fresh Pretty Cure!
- Toru Makari in Live-On: scegli la tua carta!
- Rocky in PAW Patrol
- Giaguaro e Mappa in Dora l'esploratrice
- Biagio in Lulù Brum Brum
- Nicole Williams in Craig
- Anakin Skywalker da bambino in Star Wars: Clone Wars
- Ketsu Onyo in Star Wars Rebels
- Eve Tearm (1° voce), Ikaruga e Lector (1° voce) in Fairy Tail
- Haruka Ten'ou/Sailor Uranus in Pretty Guardian Sailor Moon Crystal
- Baby Giaguaro in Vai Diego
- Maya ne Un idolo nel pallone
- Agata Blu e Vidalia (da giovane) in Steven Universe
- Tomari Togo in Kengan Ashura
- Kan in Zinba
- Rebecca in Ernest e Rebecca
- Piramses in Nefertina sul Nilo
- Cherry in Le fantastiche avventure di Moka[2]
- Bobbi in Deer Squad
- Frankie in Elliott il terrestre
- Max in Bionic Max
- Parker J. Cloud in I postini di Middlemost[3]
- Ida in Ridley Jones: La paladina del museo
- Peabo in La famiglia Proud e La famiglia Proud: più forte e orgogliosa
- Jack lo squartatore (da giovane) e Raiden Tameemon (da giovane) in Record of Ragnarok
- Kento Tachibana in My Daemon
- Yugo (3ª voce, Netflix) in Wakfu
- Chilchuck in Dungeon Food
- Pinocchio in Il villaggio incantato di Pinocchio
- Spaventapasseri in Dee e Amici nel Oz
- Chief Faye Fireson in Firebuds[4]

### Documentari
- Maya in La Zona D'interesse - La Vera Storia

### Videogiochi
- Flash Parr in Gli Incredibili - Quando il pericolo chiama (2004)[5] e Gli Incredibili - Una normale famiglia di supereroi (2005)[6]
- Rocky in PAW Patrol World (2023)[7]